# Percival Serle
Pour les articles homonymes, voir Serle (homonymie).
Percival Serle (18 juillet 1871 - 16 décembre 1951) est un biographe et bibliographe australien.

## Biographie
Serle est né de parents anglais à Elsternwick (en), dans l'état de Victoria et il étudie au Scotch College (en) de Melbourne. Il a travaillé pendant de nombreuses années dans un bureau d'assurance - vie, l'Australian Widows' Fund, avant, en novembre 1910, de devenir commis en chef et comptable à l'Université de Melbourne. Il épousa l'artiste Dora Beatrice Hake (en) le 29 mars 1910. Ils ont eu trois enfants. L'un de ses fils, Alan Geoffrey Serle (en), a été choisi comme boursier Rhodes Victorian en 1947.
Serle a tenu une librairie d'occasion pendant la dépression ; a été guide-conférencier à la National Gallery of Victoria ; conservateur du Musée d'Art de la Galerie; et membre du conseil de la Victorian Artists Society (en). Il a également été président de l'Association for the Study of Australian Literature (en).

## Publications
Les publications de Serle comprenaient une édition, avec des notes, de A Song to David and Other Poems du poète anglais du XVIIIe siècle, Christopher Smart ; A Bibliography of Australasian Poetry and Verse: Australia and New Zealand ; An Australasian Anthology (avec ' Furnley Maurice (en) ' et R.H. Croll) ; une édition des poèmes de Wilmot (1944) ; A selection of Poems by Furnley Maurice ; le Dictionary of Australian Biography ; et A Primer of Collecting (1951). Il a également contribué à l'Australian Encyclopaedia (de 1925 à 1927, puis encore en 1958) ainsi qu'à l'Oxford Companion to Art.
Le Dictionnaire a duré plus de vingt ans et contient plus d'un millier de biographies d'Australiens éminents ou de personnes étroitement liées à l'Australie. Serle commente dans la Préface que « Je me suis efforcé de rendre le livre digne de son sujet. Il aurait mieux valu que j'y consacre encore cinq ans, mais à soixante-quinze ans, on se rend compte qu'il est temps d'en finir ». Il a reçu la médaille d'or de l'Australian Literature Society (en) en 1949 pour ce travail,.
Serle est décédé à Hawthorn, dans l'état de Victoria, à l'âge de 80 ans le 16 décembre 1951.